# 모드 (비디오 게임)
모드(영어: Mod, modification의 준말)는 이미 완성된 컴퓨터 게임의 일부를 수정해 새로운 게임으로 만드는 것을 말한다. 그러한 수정 행위는 단순히 아이템이나 캐릭터를 바꾸기도 하고, 레벨이나 레벨의 목표, 심지어는 게임의 규칙까지 변경해 원본 게임을 완전히 새로운 게임으로 만들기도 한다.
요즘에는 많은 개발사가 자사의 게임(특히 전략이나 일인칭 슈팅 게임)에 모드 기능을 공식적으로 지원해, 사용자들이 비교적 손쉽게 그들만의 게임을 만들 수 있다. 특히 밸브 코퍼레이션의 하프라이프 시리즈는 모드 게임을 공식적으로 지원하는 대표적인 게임이다. 밸브 소프트웨어는 모드 공동체의 조직을 지원했고 그를 이용해 좋은 게임과 유능한 인재를 발굴했다. 때문에 하프라이프 시리즈는 수많은 모드들이 쏟아져 나오게 되었고, '하프라이프 시리즈는 게임이 아니라 게임기이다'라는 말도 나오게 되었다. 멀티 플레이 일인칭 슈팅 게임 카운터 스트라이크는 이를 통해 발굴된 게임의 대표적인 예이다.
모드 게임은 사용자가 한 번 구매한 게임을 여러 번 다른 스타일로 즐길 수 있게 해주고, 아마추어 게임 개발자들에게는 낮은 장벽으로 게임 개발을 경험할 수 있는 좋은 기회가 된다.

## 종류

### 토털 컨버전
토털 컨버전(Total Conversion)은 원래 있던 게임의 거의 모든 외형적인 부분이나, 심지어는 게임플레이 자체를 바꿔놓은 모드를 말한다. 그러니 토털 컨버전은 본판과 완전히 다른 장르의 게임이 되는 것도 가능하다.
하프라이프의 모드 커뮤니티들은 제각각 다루고 있는 토털 컨버전에 따라 구별되어 기능한다. 이 커뮤니티들은 하프라이프 본편을 개조하기보다 특정한 토털 컨버전에 주력하는 쪽이다. 모모한 토털 컨버전으로 밸브 소프트웨어 개발자들이 상업품으로 고안한 《카운터 스트라이크》, MOBA로서 처음 후원을 업은 토너먼트가 열린 《디펜스 오브 더 에인션츠》, 팬들에 의해 수천에 달하는 모드가 창작된 《게리 모드》가 있다.
상당한 수의 토털 컨버전이 현재는 스탠드얼론 게임이다. 이런 게임들은 저작권 침해를 피하기 위해 본판에 있는 일체의 원작적 요소를 제거한 상태지만, 가령 《블랙 메사》 같은 일부 모드는 원작과 동일한 IP를 사용하더라도 판매를 인가받고 있다.

## 같이 보기
- 확장팩